# Physcomitrium martianovii
Physcomitrium martianovii är en bladmossart som beskrevs av Brotherus 1965. Physcomitrium martianovii ingår i släktet huvmossor, och familjen Funariaceae. Inga underarter finns listade i Catalogue of Life.